# Maito Santos
Maito Santos (født 28. november 1992) er en tidligere japansk fodboldspiller.
Han har spillet for flere forskellige klubber i sin karriere, herunder Tokyo Verdy.